# Liste des îles de Singapour
La cité-État de Singapour comporte de nombreuses îles, dont voici une liste :

## Par ordre alphabétique
- Haut – A
- B
- C
- D
- E
- F
- G
- H
- I
- J
- K
- L
- M
- N
- O
- P
- Q
- R
- S
- T
- U
- V
- W
- X
- Y
- Z

### A
- Anak Pulau
- Pulau Ayer Chawan
- Pulau Ayer Merbau

### B
- Pulau Bajau 1° 21′ 53″ N, 103° 38′ 57″ E
- Berhala Reping
- Pulau Berkas 1° 11′ 22″ N, 103° 44′ 13″ E
- Pulau Biola 1° 09′ 51″ N, 103° 44′ 32″ E
- Pulau Brani 1° 15′ 36″ N, 103° 50′ 00″ E
- Pulau Buaya 1° 16′ 44″ N, 103° 42′ 20″ E
- Pulau Buloh 1° 26′ 59″ N, 103° 43′ 34″ E
- Pulau Bukom 1° 14′ 00″ N, 103° 45′ 52″ E
  - Pulau Bukom Kechil 1° 13′ 40″ N, 103° 45′ 52″ E
  - Pulau Anak Bukom 1° 13′ 30″ N, 103° 46′ 12,5″ E
- Buran Darat
- Pulau Busing 1° 13′ 59″ N, 103° 44′ 40″ E

### C
- Chinese Garden, île artificielle 1° 20′ 21″ N, 103° 43′ 46″ E[1]

### D
- Pulau Damar Laut 1° 18′ 10″ N, 103° 42′ 55″ E
- Pulau Damien 1° 26′ 09,6″ N, 104° 03′ 54″ E

### F
- Pulau Sekudu1° 24′ 17″ N, 103° 59′ 19″ E

### H
- Pulau Hantu 1° 13′ 34″ N, 103° 45′ 00″ E

### J
- Japanese Garden, île artificielle 1° 20′ 10″ N, 103° 43′ 52″ E
- Pulau Jong
- Jurong, île artificielle (Pulau Jurong) 1° 15′ 50″ N, 103° 41′ 50″ E

### K
- Pulau Khatib Bongsu
- Pulau Keppel 1° 15′ 50″ N, 103° 48′ 40″ E[2]
- Pulau Ketam 1° 24′ 13″ N, 103° 56′ 56″ E
- Kusu Island (Pulau Tembakul) 1° 13′ 22″ N, 103° 51′ 40″ E

### L
- Lazarus Island 1° 13′ 25″ N, 103° 51′ 25″ E[3]

### M
- Pulau Malang Siajar
- Pulau Meskol

### P
- Pedra Branca (Batu Puteh) 1° 19′ 48″ N, 104° 24′ 28″ E[4]
- Pearl Island
- Pulau Palawan, îlot 1° 14′ 52″ N, 103° 49′ 18″ E[5]
- Pulau Pawai 1° 11′ 11″ N, 103° 43′ 30″ E
- Pulau Pergam
- Pulau Pesek
- Pulau Punggol Barat

### R
- Pulau Renggis, îlot 1° 15′ 35,3″ N, 103° 48′ 49,7″ E[6]

### S
- Saint John's Island (Pulau Sakijang Bendera) 1° 13′ 11″ N, 103° 50′ 52″ E
- Pulau Sajahat 1° 24′ 03″ N, 104° 01′ 13″ E
- Pulau Salu 1° 12′ 59″ N, 103° 42′ 25″ E
- Pulau Samulun
- Pulau Sarimbun
- Pulau Satumu 1° 09′ 35″ N, 103° 44′ 27″ E
- Pulau Sebarok
- Pulau Seletar
- Pulau Selugu
- Pulau Semakau
- Pulau Semechek
- Senang (Pulau Senang) 1° 10′ 14″ N, 103° 44′ 10″ E
- Sentosa (Pulau Belakang Mati) 1° 14′ 54″ N, 103° 49′ 48″ E[7]
- Pulau Serangoon 1° 24′ 32″ N, 103° 55′ 21″ E
- Pulau Seraya
- Sisters' Islands (Pulau Subar Laut et Pulau Subar Darat) 1° 12′ 54″ N, 103° 50′ 00″ E
- Pulau Sudong
- Sultan Shoal

### T
- Pulau Tekong 1° 24′ 29″ N, 104° 03′ 21″ E
- Pulau Tekong Kechil 1° 25′ 00″ N, 104° 01′ 20″ E
- Pulau Tekukor 1° 13′ 51″ N, 103° 50′ 16″ E[8]
- Treasure Island

### U
- Pulau Ubin 1° 24′ 34″ N, 103° 57′ 36″ E
- Pulau Ujong1° 22′ 16″ N, 103° 48′ 50″ E
- Pulau Ular
- Pulau Unum 1° 26′ 00″ N, 104° 03′ 12″ E